# Philippe Caffieri
Pour les articles homonymes, voir Caffieri.
Philippe Caffieri (1714-1774), bronzier français, fils de Jacques Caffieri et frère aîné de Jean-Jacques Caffieri. Il fait partie de toute une dynastie de sculpteurs, fondeurs et dessinateurs, dont le premier membre connu fut Philippe Caffieri (père).

## Biographie

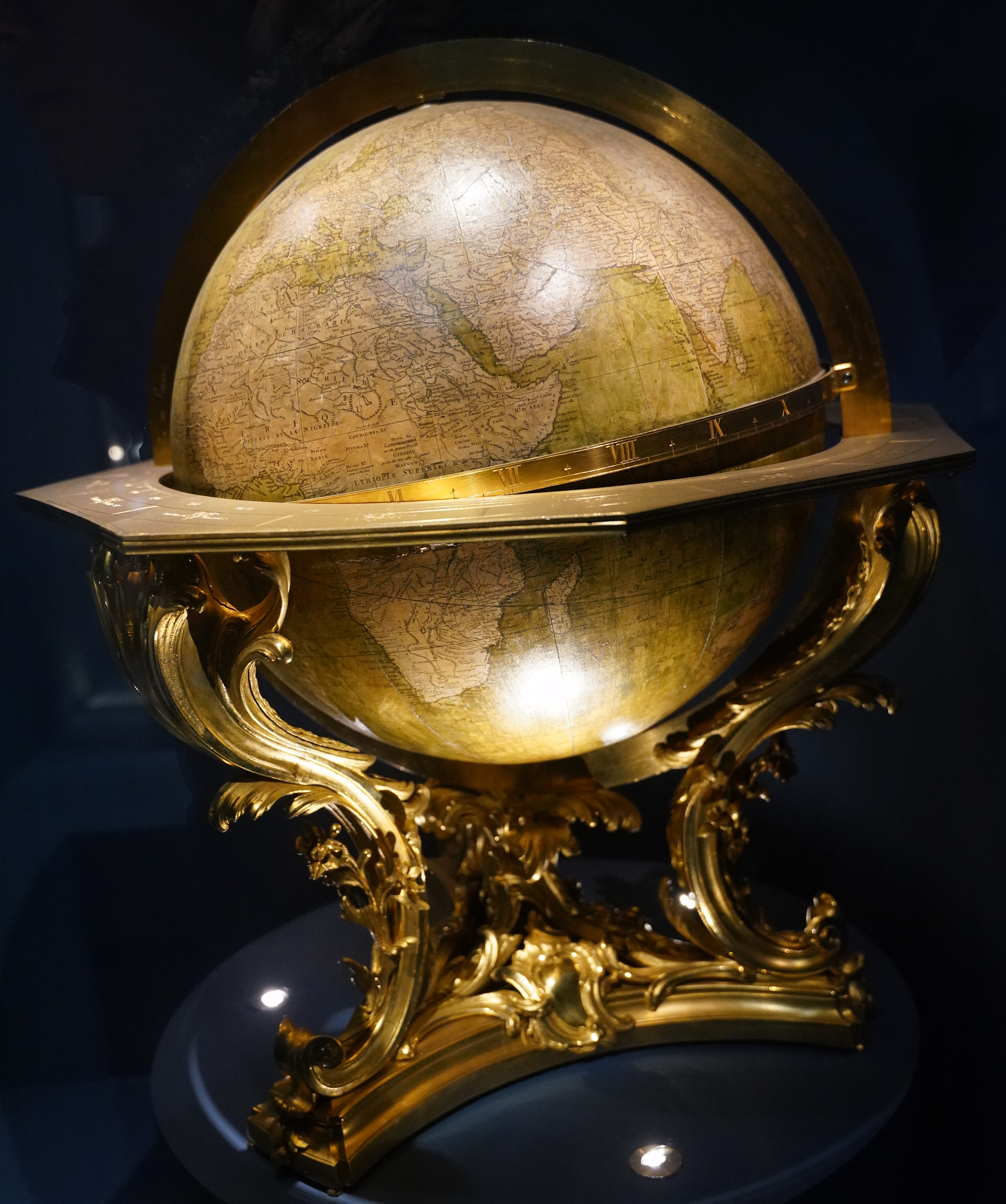
Globe mouvant avec Claude-Siméon Passemant.

D'abord dans l'atelier de son père puis seul dès 1755, il a réalisé de nombreux bronzes qui ornent le mobilier du style néo-classique qui émergeait à l'époque. Il a également réalisé des pièces (aujourd'hui disparues) pour les autels de Notre-Dame de Paris et de la cathédrale Notre-Dame de Bayeux.

## Œuvres

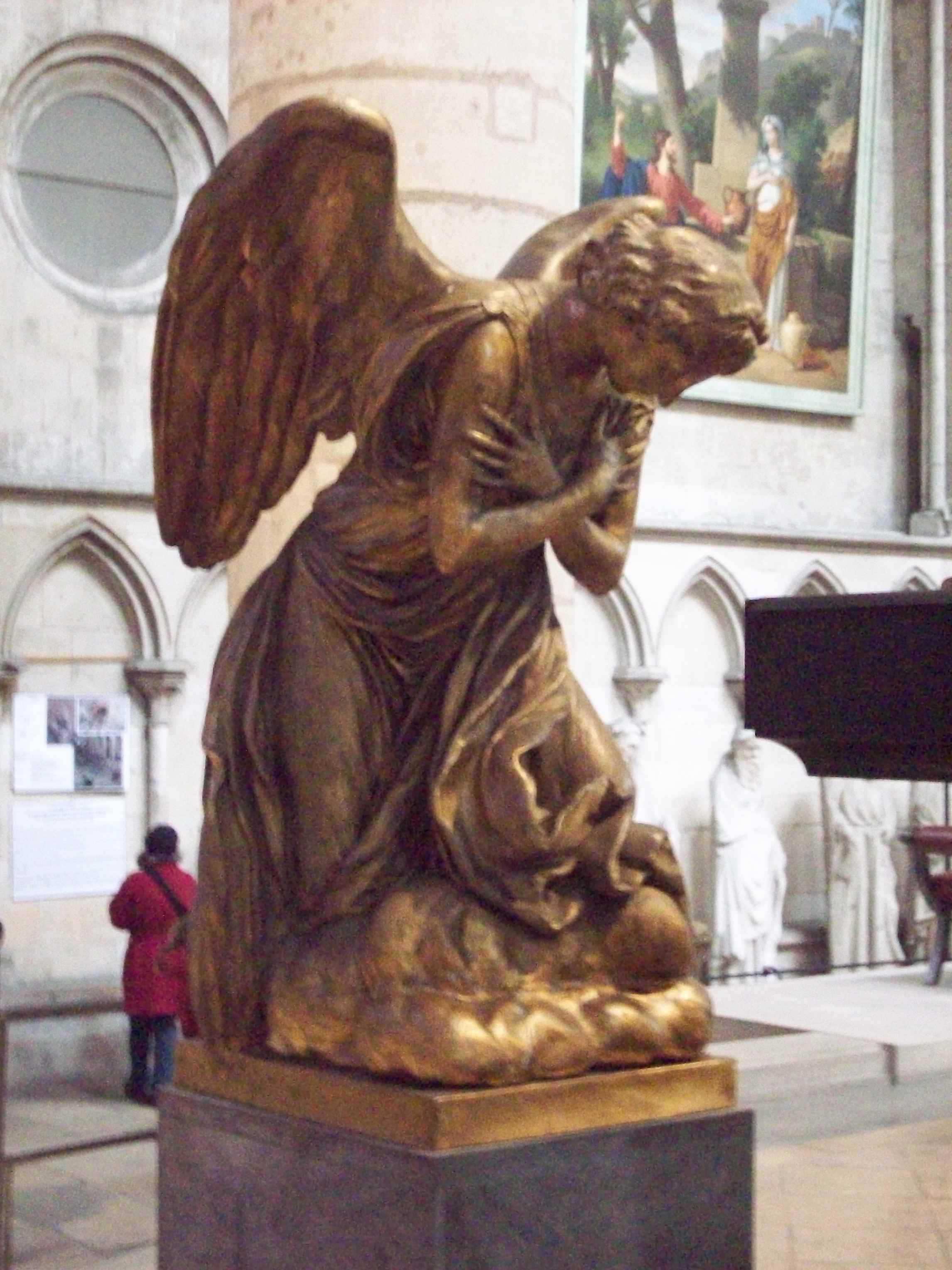
Ange de la cathédrale de Rouen

- 1743 ou 1753 : promesse de réaliser une "boîte à pendule" en vernis pour le comte de Mailly[1]
- 1765 : attribution d'un dessin d'une toilette pour la princesse des Asturies, réalisée par les orfèvres parisiens Thomas Chancellier et Pierre Germain dit le Romain (cf. Mercure de France, janvier 1766 ; Jules Guiffrey, Les Caffieri, Paris, 1877, p. 143 ; Hélène Cavalié, "Deux éléments retrouvés de la toilette de la princesse des Asturies"', in Revue de l'Art, n° 159, 2008-1). Il signe alors une lettre dans le Mercure français "Caffieri l’aîné, sculpteur et ciseleur du Roi, demeurant rue Princesse" (à Paris), sans son prénom.
- 1766 : deux anges réalisés pour l'ancienne église des chartreux de Rouen, avant d'être placés dans l'église Saint-Vincent de Rouen en 1792 et finalement disposés après guerre dans le chœur de la cathédrale Notre-Dame de Rouen[2].

Claude Farrère a reproduit des dessins de bateaux sculptés par Philippe Caffieri :

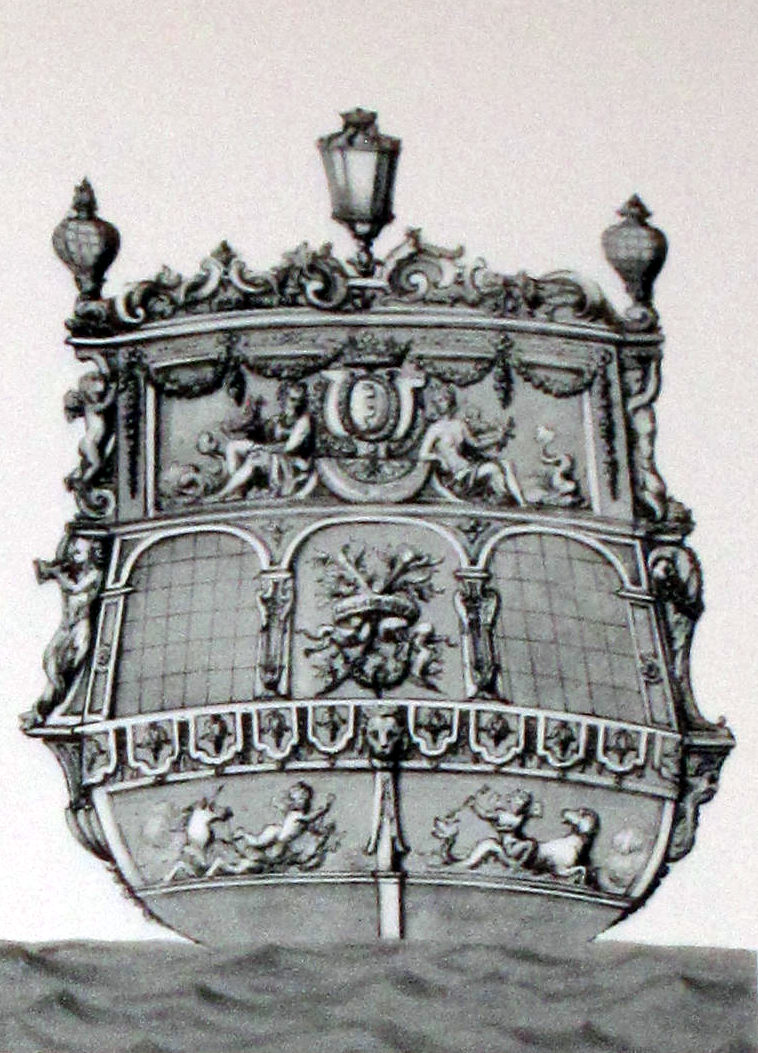
L' Arrogant sculpté par Philippe Caffieri
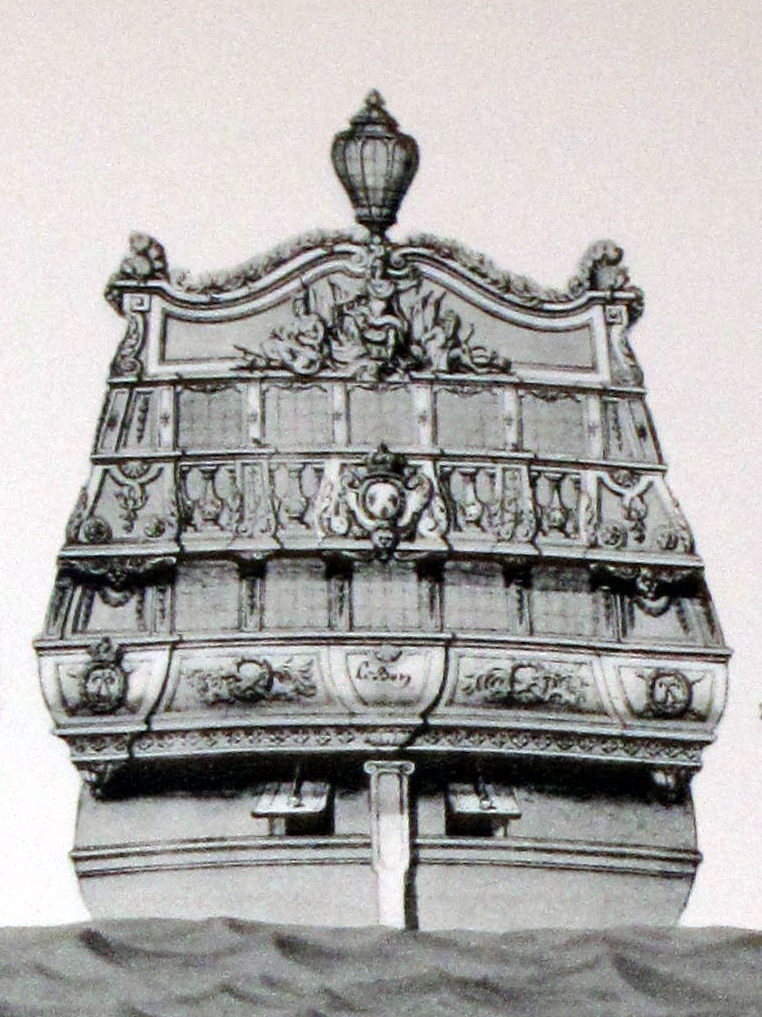
Le Bon sculpté par Philippe Caffieri
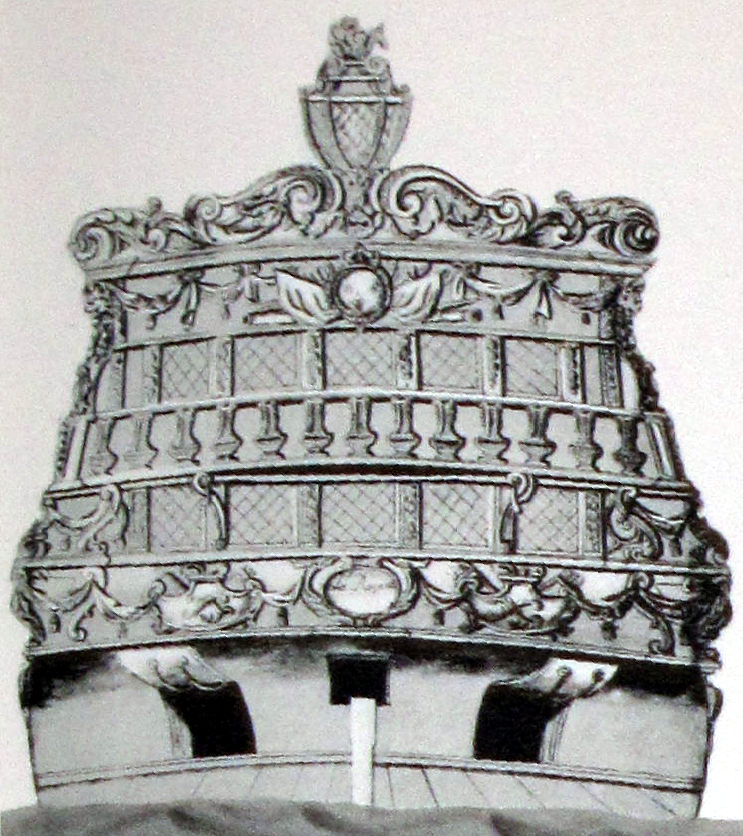
Le Régent sculpté par Philippe Caffieri
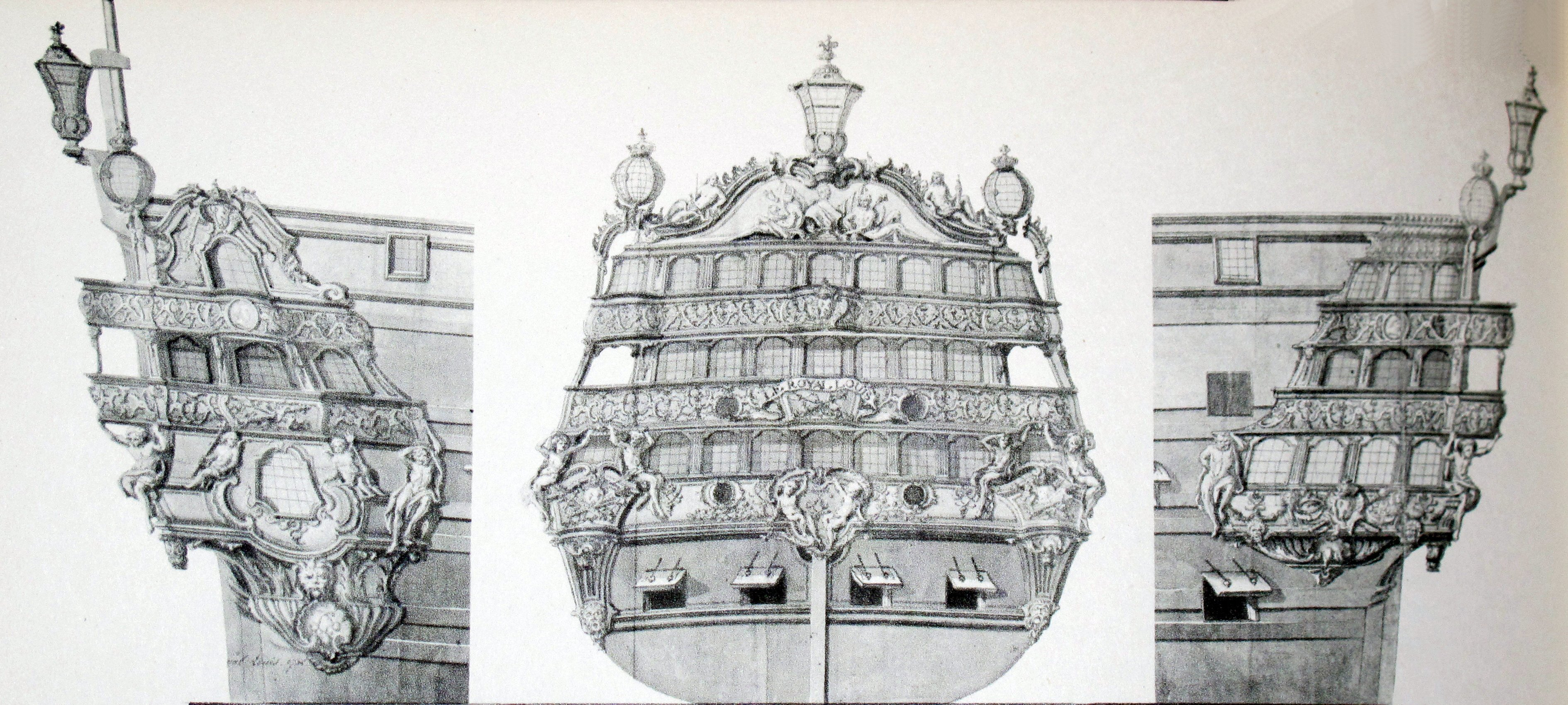
Le Royal Louis sculpté par Philippe Caffieri (1745)